# William Baxter (philologue)
Pour les articles homonymes, voir Baxter et William Baxter.
William Baxter,  (Lanhigan, Shropshire 1650 - Londres 31 mai 1723) est un antiquaire et philologue écossais.

## Biographie
Il est le neveu de Richard Baxter.

## Œuvres
On a de lui :
- une Grammaire latine, 1679
- des éditions d' Anacréon, 1695
- des éditions d' Horace, 1701
- un Glossaire des Antiquités britanniques (Glossarium antiquitatum britannicarum), en latin, 1719 et 1733 dont il n'a fait que la lettre A.

## Source
Cet article comprend des extraits du Dictionnaire Bouillet. Il est possible de supprimer cette indication, si le texte reflète le savoir actuel sur ce thème, si les sources sont citées, s'il satisfait aux exigences linguistiques actuelles et s'il ne contient pas de propos qui vont à l'encontre des règles de neutralité de Wikipédia.
- Dezobry et Bachelet, Dictionnaire de biographie, t. 1, Ch.Delagrave, 1876, p. 243